# اشچیونک
اشچیونک (به لاتین: Trzcionek) یک منطقهٔ مسکونی در لهستان است که در Gmina Tuchola واقع شده‌است.

## خصوصیات
اشچیونک ۲۹ نفر جمعیت دارد.